# Ferdinand Abt (Bildhauer)

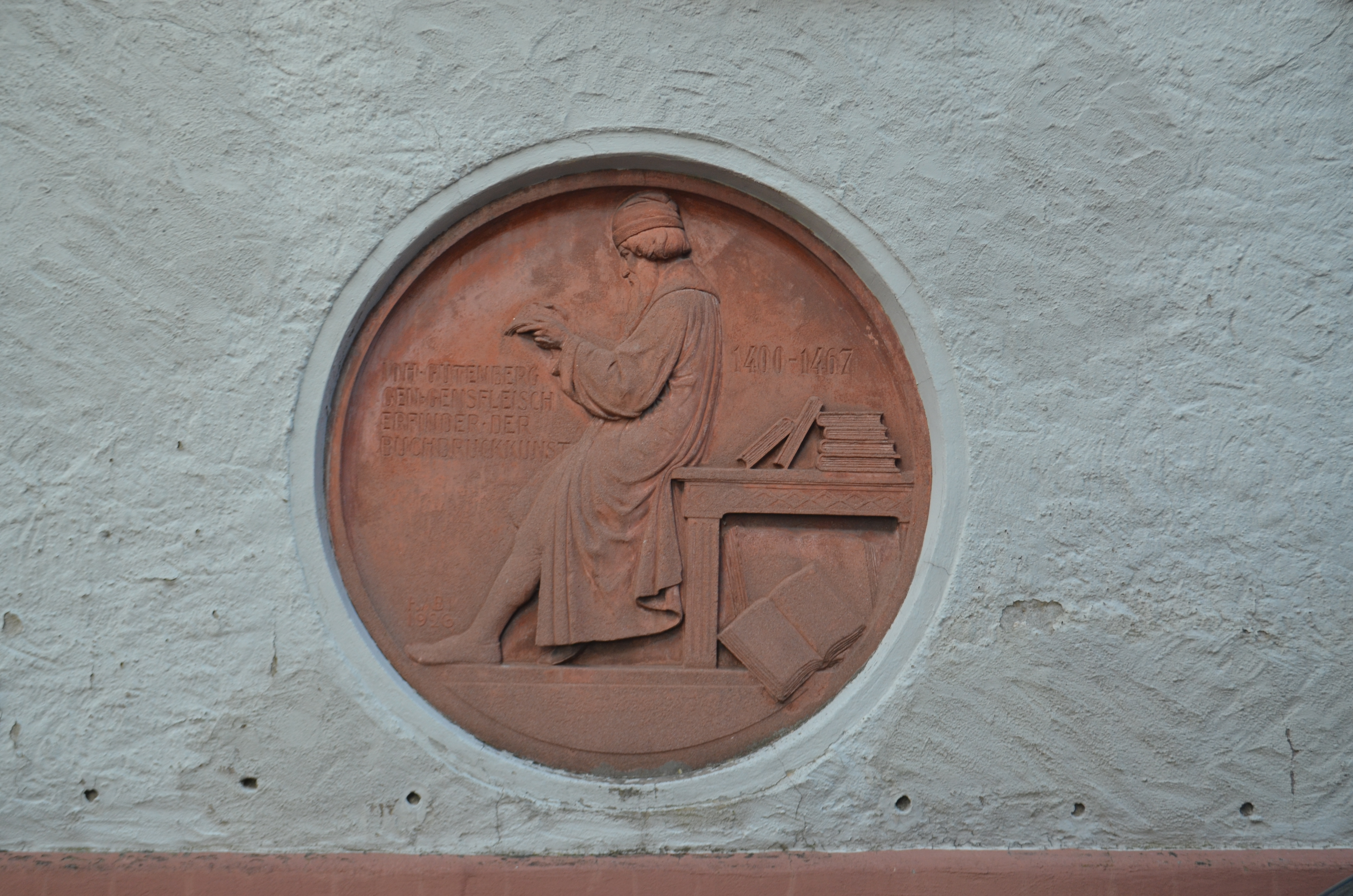
Relief von Abt am Haus der Druckerei Grandpierre in Idstein

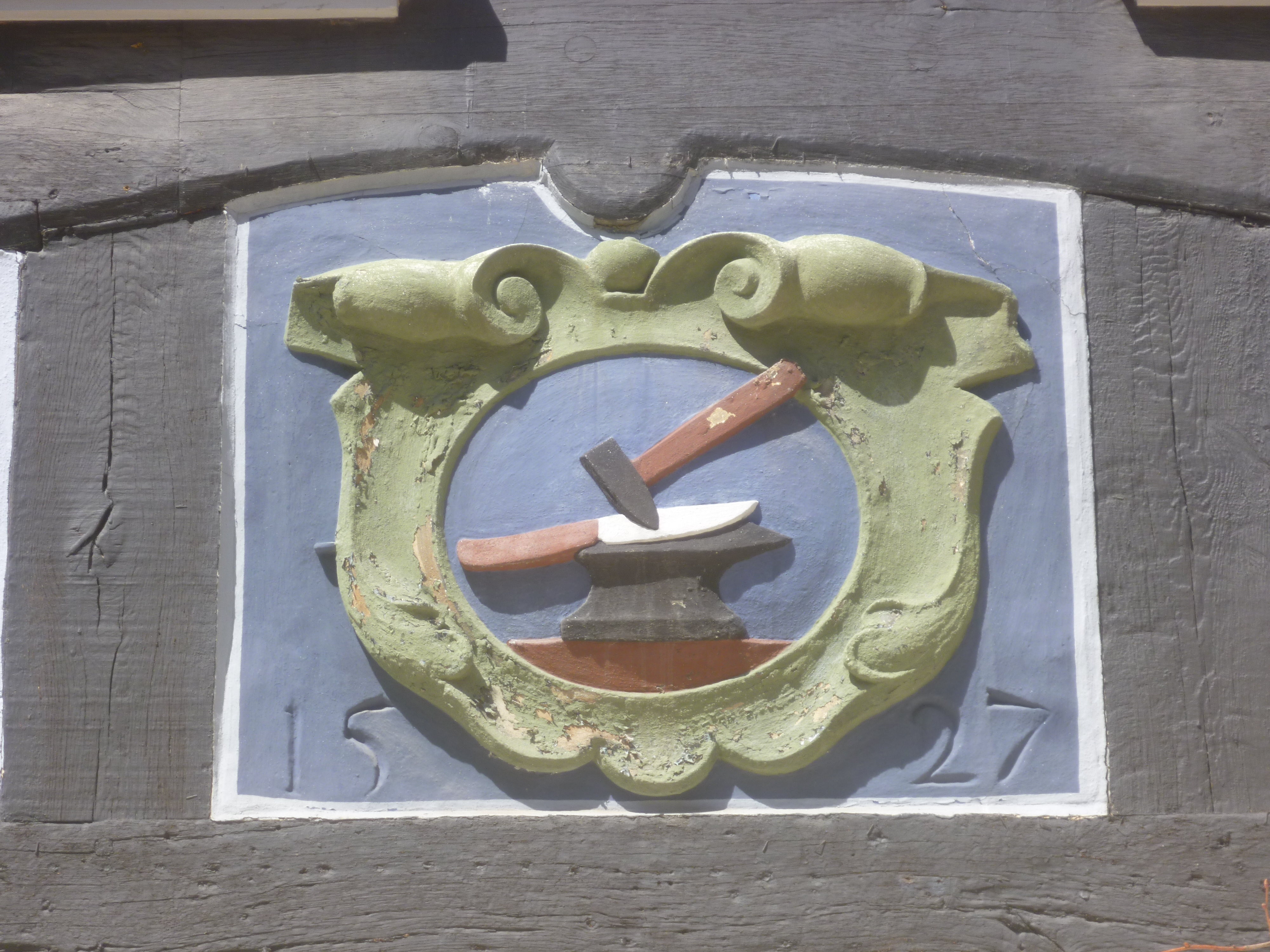
Relief von Abt am Schiefen Haus in Idstein

Ferdinand Abt (* 9. Mai 1877 in Idstein; † 1. August 1962 ebenda) war ein deutscher Bildhauer.
Abt ließ sich in Schwanheim zum Bildhauer ausbilden. Später führte ihn sein Handwerk unter anderem nach Nürnberg, Straßburg, Graz, Venedig und Prag. Ende der 1920er Jahre war er als Stadtbaurat in Frankfurt am Main tätig. Nach dem Ende des Zweiten Weltkriegs kehrte er 1945 nach Idstein zurück und unterstützte hier die Wiederherstellung zahlreicher historischer Gebäude.
Die Ferdinand-Abt-Straße in Idstein ist nach ihm benannt.

## Werke
- 1927: Medaillons an der Schule in Kettenbach
- 1941: Relief am Kindergarten in Strinz-Margarethä